# Rietfontein
Rietfontein is een grensstadje gelegen in de gemeente Mier in de Zuid-Afrikaanse provincie Noord-Kaap. Het is een grenspost tussen Zuid-Afrika en Namibië die toegang geeft van en naar zuidoostelijk Namibië via de gemeente Aroab. Er is ook een zendelingenvestiging van de Nederduits-Gereformeerde kerk.